# Landesfrauenklinik Stuttgart
Die Landesfrauenklinik Stuttgart war ein gynäkologisches Krankenhaus in Stuttgart, das 1828 eröffnet und 1986 in ein städtisches Krankenhaus überführt und umbenannt wurde.

## Geschichte

### Gebäranstalt und Hebammenschule der Katharinenstiftung

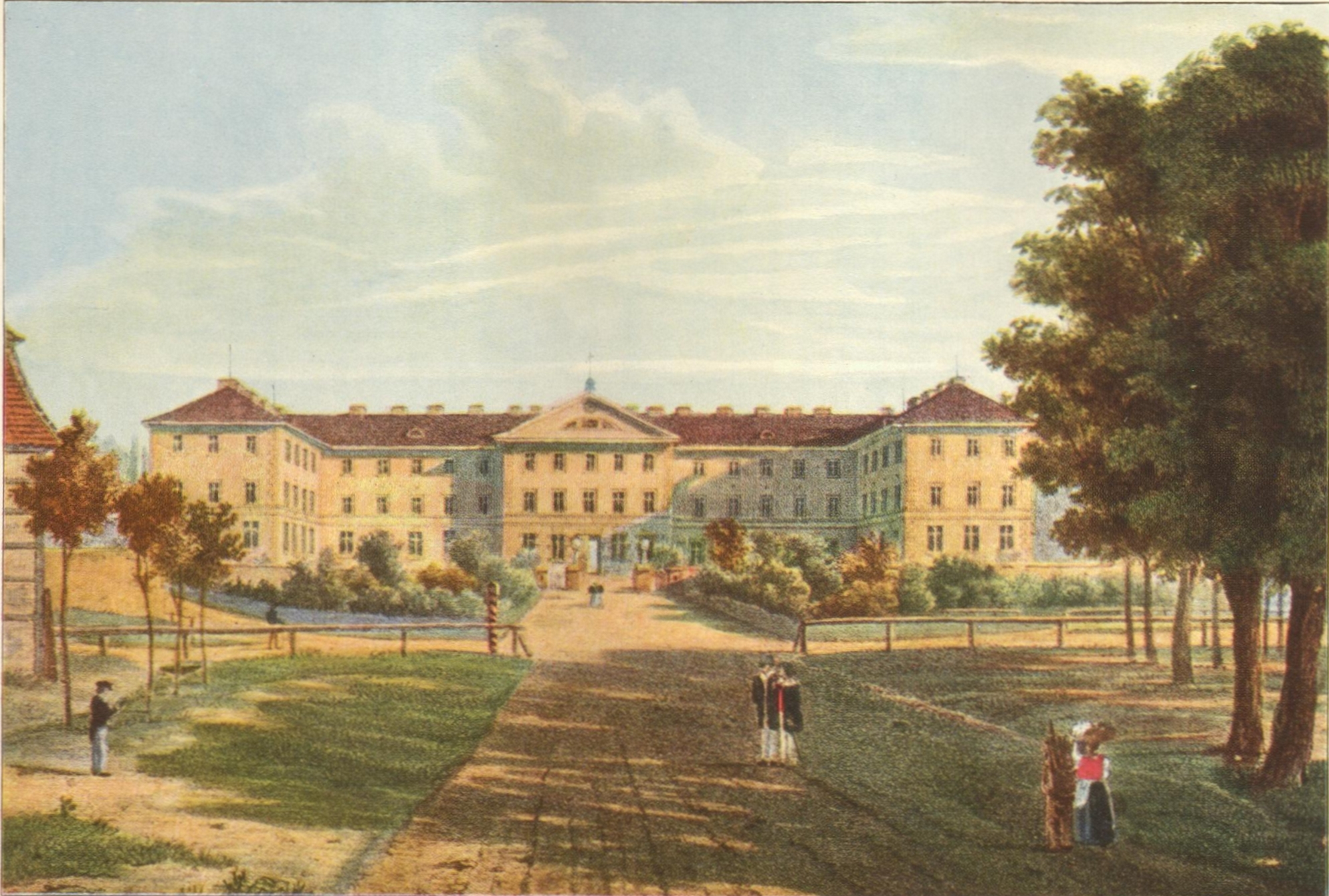
Katharinenhospital 1828

1819 rief das Ministerium des Innern auf Betreiben des württembergischen Königs Wilhelm I. eine Kommission für den Bau eines Kranken- und Gebärhauses in Stuttgart ein. Dazu wurde 1819 eine Stiftung gegründet, die der verstorbenen Königin Katharina gewidmet war. Man wollte unter anderem eine einheitliche praktische Ausbildung für Hebammen unter der Anleitung von Oberärzten schaffen.
Die sogenannte Gebäranstalt und die Hebammenschule wurden in Stuttgart unter dem Dach des Katharinenhospitals am 9. Januar 1828 – dem 9. Todestag der sozial engagierten Königin Katharina – eröffnet. Das Gebäude war nach Plänen von Nikolaus Friedrich von Thouret an der Ecke Kriegsbergstraße und Herdweg zwischen 1820 und 1827 erbaut worden. Die Königliche Gebäranstalt und Hebammenschule unterstanden – wie die innere und äußere Abteilung des Krankenhauses – der Verwaltung des Stiftungsrates. Defizite wurden von der Staatskasse übernommen. Im Jahr 1836 wurde per Gesetz festgelegt, dass jede Gemeinde eine Hebamme anzustellen habe.
Durch den Ausbau der Hebammenausbildung wurde es trotz mehrerer Erweiterungsbauten notwendig, die Hebammenschule und die Entbindungsanstalt in ein eigenes Gebäude am Herdweg auszugliedern, was 1862 geschah. Nach dem Ersten Weltkrieg wurde die Königliche Stiftung „Mütterhaus am Katharinenhospital“ aufgelöst.

### Landesfrauenklinik mit Hebammenlehranstalt
Die Landesfrauenklinik und die Hebammenschule unterstanden seit 1921 dem Land Württemberg. Da das alte Gebäude von 1862 zu klein geworden war, entstand zwischen 1926 und 1928 ein Neubau nahe der Villa Berg im Stuttgarter Osten. Das Gebäude wurde nach dem  Zweiten Weltkrieg mehrfach umgebaut und erweitert. Am 7. Dezember 1954 wurde diese Klinik in Landesfrauenklinik Stuttgart mit Hebammenlehranstalt umbenannt.

### Städtische Frauenklinik
1986 wurde die Landesfrauenklinik organisatorisch von einer baden-württembergischen Einrichtung in die Städtische Frauenklinik Berg überführt und 1988 organisatorisch dem Olgahospital zugeordnet. 1995 wurde das Gebäude von 1896 umgebaut, damit das Gesundheitsamt einziehen konnte. In den ehemaligen Bettenzimmern wurden Büros untergebracht, im Dachgeschoss Labore eingerichtet. Am 28. April 2004 wurde die gynäkologische Abteilung in das Krankenhaus Bad Cannstatt verlagert und die Kinderabteilung in das Olgahospital, genannt „Olgäle“. 2014 schließlich fand der große Umzug an den ursprünglichen Ort vor 1828 – in das Katharinenhospital – statt, aber in einen Neubau.

### Umnutzung und Abriss
2004 wurden die Gebäude abgerissen. Das Gelände wurde zwischen 2005 und 2009 mit hochwertig ausgestatteten Mehrfamilienhäusern – etwa 170 Eigentumswohnungen – bebaut.

## Leitung
Direktoren der Landesfrauenklinik waren:
- Ludwig Friedrich Frank (1766–1836)[8][9]
- bis 1862: Johann Adam Elsässer (1787–1863)[10]
- 1862–1877: Maximilian von Haussmann[11]
- 1877–1887: Hermann Fehling (1847–1925)
- 1887–1918: Gustav-Adolf Walcher (1856–1935)[12][13]
- 1918–1946: Max Fetzer (1878–1946)[14]
- 1948–1967: Hans Reichenmiller (1901–1986)[15]
- 1967–1986: Rudolf Maximilian Mey (1920–2011)[16]

## Sonstige Personen
- Hermine Holzinger (* 1911), bis 1933 Krankenschwester in der Landesfrauenklinik, sie floh über Frankreich nach Ibiza. Stolpersteine der Eltern in Stuttgart, Landhausstraße 181[17]